# Ohrfeige

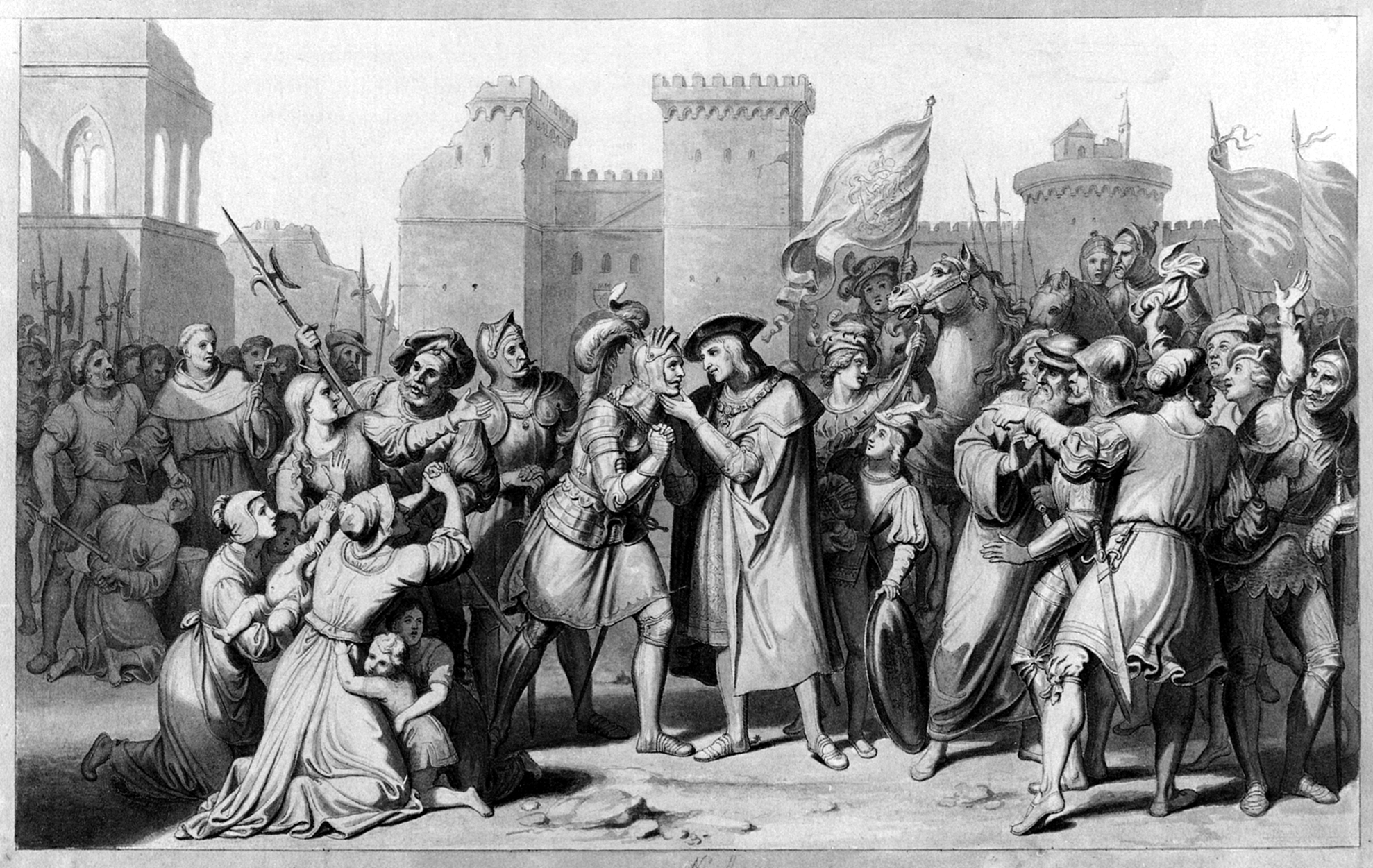
Herzog Erich der Ältere bekommt 1504 von Kaiser Maximilian eine symbolische Ohrfeige, weil er es gewagt hat, ihn um das Leben der Besiegten zu bitten. (Johannes Riepenhausen, nachempfunden 1836)

Die Ohrfeige oder Backpfeife, veraltet auch Backenstreich, regional auch Maulschelle, Schelle oder Watsche genannt, ist ein von der Seite geführter Schlag mit der flachen Hand in das Gesicht (bzw. auf die Wange) einer Person. Das Wort Ohrfeige stammt aus dem Mittelhochdeutschen und wurde im 13. oder 16. Jahrhundert erstmals erwähnt (vgl. niederländisch oorveeg, zu veeg = Hieb, Streich). Der Wortbestandteil -fige beziehungsweise -feige leitet sich entweder von fegen oder von der Frucht Feige im übertragenen Sinn (Schwellung) ab.

## Die Ohrfeige als Erziehungsmittel
Bis ins 20. Jahrhundert wurde die Ohrfeige neben anderen Formen der Körperstrafe als probates Erziehungsmittel betrachtet. In Deutschland ist die körperliche Bestrafung gegenüber Kindern und Jugendlichen seit Erlass des Gesetzes zur Ächtung von Gewalt in der Erziehung im Jahr 2000 verboten und strafbar. Eine weitverbreitete Sicht besagt, dass eine Ohrfeige immer, so „leicht“ sie auch geführt sein mag, der betroffenen Person schadet. Ohrfeigen können insbesondere bei Kindern und Jugendlichen mitunter zu schweren körperlichen und geistigen Dauerschäden führen und eine psychische Traumatisierung zur Folge haben.
Nicht immer treffen Ohrfeigen ihr eigentliches Ziel, was einige Risiken mit sich bringt. In Extremfällen können Ohrfeigen bei Kindern und Jugendlichen zu einer erheblichen traumatischen Rotationsbewegung des Kopfes mit resultierender Schädelinnenraumblutung im Sinne eines Schädel-Hirn-Traumas und in der Folge zu bleibenden Hirnschäden mit Behinderung oder gar zum Tode führen.
Wird ein Ohr getroffen, so kann die Wirkung der flachen Hand zu einem Überdruck im äußeren Gehörgang führen. Dadurch wird die Luft von außen gegen das Trommelfell gepresst, was zu dessen Verletzung führt. Dabei kommt es häufig zu einem Einriss in den beiden unteren Quadranten des Trommelfells. Eine Zerstörung der Gehörknöchelchenkette oder eine Innenohrschädigung werden bei dieser Verletzungsart hingegen nicht beobachtet.

Der österreichische Sänger Udo Jürgens beschreibt im autobiographischen Bestseller Der Mann mit dem Fagott, wie er als Hitlerjunge von einem Rottenführer brutal eine Ohrfeige bekommt und infolgedessen auf dieser Seite das Gehör verliert.

## Die Ohrfeige als Ehrenbeleidigung
Obwohl eine Ohrfeige – im Vergleich z. B. zu einem Faustschlag in das Gesicht – landläufig mit einem eher geringen Verletzungsrisiko und geringerer Schmerzhaftigkeit in Verbindung gebracht wird, gilt diese unter Erwachsenen doch als besonders ehrenrührig. Dies wird auch in Ausdrücken wie der verbalen Ohrfeige deutlich. Ohne tatsächliche Gewalt anzuwenden, sagte der Ohrfeigende seinem „Opfer“: „Fühlen Sie sich geohrfeigt!“ Dieser Satz hatte früher die gleiche Bedeutung wie die eigentliche Handlung. Nach der eigentlichen Handlung oder der Aussprache des Satzes galt der Geohrfeigte als in seiner Ehre eingeschränkt und hatte die moralische, wenn auch rechtswidrige Pflicht, den Ohrfeigenden zu einer Revanche aufzufordern. Heutzutage wird diese Redewendung kaum noch verwendet. Ohrfeigen gehören zur Praxis des Happy Slapping.

## Die Ohrfeige im deutschen und schweizerischen Strafrecht
Die Beibringung einer Ohrfeige kann als Körperverletzung in Tateinheit mit einer tätlichen Beleidigung bestraft werden (eine „leichte“ Ohrfeige, welche die „körperliche Unversehrtheit“ nur unerheblich beeinträchtigt, stellt keine Körperverletzung dar, verwirklicht in der Regel jedoch den Tatbestand der tätlichen Beleidigung). Berühmt geworden ist die Ohrfeige, die der damalige deutsche Bundeskanzler Kurt Georg Kiesinger am 7. November 1968 von Beate Klarsfeld erhielt.
In der Schweiz sind auch leichte Ohrfeigen unabhängig vom beleidigenden Charakter als Tätlichkeit strafbar (Art. 126 StGB).

## Die rituelle Ohrfeige

### Ohrfeigen als Abwehr von Übel
Schlägen wurde im Brauchtum oft eine übelabwehrende Kraft zugesprochen, weswegen man zum Beispiel Gehängte, die als Geister weiterlebend gedacht wurden, ohrfeigte.

### Ohrfeigen zur „Gedächtnisstärkung“
Ohrfeigen sind in der Geschichte auch oft als Mittel der „Gedächtnisstärkung“ herangezogen worden, in der Annahme, dass der dabei erlebte Schmerz die Erinnerung an ein denkwürdiges Ereignis wachhalte. So wurde im späten Mittelalter bei Besitzübergaben und Grenzumgängen Knaben, die als Zeugen mitgebracht wurden (oft die Kinder der Besitzer, d. h. die zukünftigen Erben), an bestimmten Stellen des Territoriums (Grenzsteinen) eine Ohrfeige verpasst, damit sie sich die Lage merkten. Heute lebt diese Tradition nur im Brauchtum fort, z. B. im Schnadegang (auch Schnatgang, Schnatzug, Grenzegang u. Ä.). Aus dem Mittelalter ist auch bei dem Übertritt in eine Handwerkergilde die Ohrfeige als „Gedächtnisstärkung“ überliefert.
Ein ähnlicher Brauch hat sich in manchen europäischen Gegenden (z. B. Polen, Niederschlesien, Hessen, Sachsen, Kärnten) bis ins 20. Jh. gehalten, wenn die ersten Frühjahrsspeisen nach dem Winter gekocht wurden bzw. wenn jemand eine Speise zum ersten Mal kostete: Die Nachbarn geben einander eine leichte Ohrfeige oder zupfen einander an den Ohren, wahrscheinlich um sich später an den besonderen Anlass erinnern zu können.

### Ohrfeigen als Teil der Firmung
In der katholischen Liturgie der Firmung war ein angedeuteter Backenstreich (lateinisch alapa) seit dem 13. Jahrhundert bis zur Reform der Firmung 1973 vorgesehen. Herkunft und Bedeutung dieser Geste sind umstritten. Diskutiert wurden eine Gedächtnisstütze, ein Ritterschlag, ein Friedensgruß und ein Hinweis auf christliche Leidensbereitschaft. Ein weniger bekannter Brauch im Rahmen der Firmzeremonie war ein Fußtritt durch den Paten, der wohl als Mittel zur „Gedächtnisstärkung“ zu deuten ist.

### Ohrfeigen als Zeichen der Begründung eines Herrschaftsverhältnisses oder der Freilassung
Da der Geohrfeigte sich dem Ohrfeigenden unterordnet, wenn er den Schlag nicht erwidert, kommt der ersten Ohrfeige die Bedeutung der Akzeptanz dieser Unterordnung, der letzten Ohrfeige in einem Machtverhältnis jedoch die Freilassung aus diesem gleich. In verschiedenen Zeremonien wird der erste Sinn deutlich: So berichtet der Geschichtsschreiber Abt Johann von Viktring, dass der Kandidat bei der Kärntner Herzogseinsetzung vom Herzogbauern einen symbolischen Backenstreich erhielt, der im Kontext der Zeremonie als bäuerlich-demokratisches Ritual zu verstehen ist. In der römischen Spätantike wurde die Freilassung eines Sklaven durch eine Ohrfeige seines Herrn markiert, die wohl an die Stelle eines älteren Ritus getreten war, bei dem der Sklave einmal um die eigene Achse gedreht wurde; der Kirchenvater Basilius verstand das als die letzte Gewalttat, die der Sklave vor der Entlassung in die Freiheit erdulden muss.

## Die Ohrfeige bei Wilhelm Busch
Wilhelm Busch beschrieb in seiner Bildergeschichte Balduin Bählamm die Ohrfeige:
Hier strotzt die Backe voller Saft;

Da hängt die Hand, gefüllt mit Kraft.

Die Kraft, infolge der Erregung,

Verwandelt sich in Schwungbewegung.

Bewegung, die in schnellem Blitze

Zur Backe eilt, wird hier zu Hitze.

Die Hitze aber, durch Entzündung

Der Nerven, brennt als Schmerzempfindung

Bis in den tiefsten Seelenkern,

Und dies Gefühl hat keiner gern.

Ohrfeige heißt man diese Handlung,

Der Forscher nennt es Kraftverwandlung.

## Synonyme, Redewendungen, Umgangssprache
- Synonyme: Allgemein verwendet und überregional bekannt sind Backenstreich, Backpfeife, Ohrschelle, Watsche. Dialektal: Watschn (Österreich/Bayern); Fotzn (Bayern/Österreich), Detschn, Tachtel (Österreich); Schelln (Bayern/Franken); Lage (Ostfriesland); Backfotzn, Oahrklatsch (Mölmsch Platt); Maulschelle, Schelle, Tåsche (Tirol); Faunz (Erzgebirge), Fauze (Teile Sachsens, weitgehend veraltet); Chlapf, Tätsch, Flättere (alemannisch) (Schweiz); jemandem eine kleben/scheuern/runterhauen (ugs.)
- Der dialektale Ausdruck Detschn oder Tachtel wird in Österreich oft auch für einen streifenden Schlag im Bereich der Kopfbehaarung verwendet, die im strengen Sinn keine Ohrfeige ist.
- Das Ohrfeigengesicht ist eine „unsympathische, dümmlich-provozierende Grimasse“, die der Redewendung folgend dazu einlädt, sie zu ohrfeigen.
- Die Redewendung der Ohrfeige nach meint bei aufgereihten Personengruppen eine Reihenfolge gegen den Uhrzeigersinn (die Ohrfeige als einen von rechts geführten Schlag voraussetzend).
- Die Redewendung sich etwas hinter die Ohren schreiben wird landläufig damit erklärt, eine in Erinnerung bleibende Ohrfeige könne als „Gedächtnisstütze“ dienen.
- Die Bibel erwähnt den Backenstreich in der Bergpredigt: „Wenn dich einer auf die rechte Wange schlägt, dann halt ihm auch die andere hin!“ (Matthäus 5,39b EU)